# Глинківська сільська рада
Глинківська сільська́ ра́да (біл. Глінкаўскі сельсавет) — адміністративно-територіальна одиниця у складі Столинського району Берестейської області Білорусі. Адміністративний центр — село Глинка.

## Склад
Населені пункти, що підпорядковувалися сільській раді станом на 2009 рік:
| Населений пункт | Тип  | Населення, осіб (2009) |
| --------------- | ---- | ---------------------- |
| Глинка          | село | 1132                   |
| Зубкове         | село | 33                     |
| Лука            | село | 323                    |
| Першомайськ     | село | 90                     |

## Населення
За переписом населення Білорусі 2009 року чисельність населення сільської ради становила 1578 осіб.

### Національність
Розподіл населення за рідною національністю за даними перепису 2009 року:
| Національність            | Осіб | Відсоток |
| ------------------------- | ---- | -------- |
| білоруси                  | 1559 | 98,80 %  |
| росіяни                   | 12   | 0,76 %   |
| українці                  | 5    | 0,32 %   |
| національність не вказана | 2    | 0,13 %   |
| Разом                     | 1578 | 100 %    |